# Ryūjō (1870)
La corbeta acorazada Ryūjō (龍驤?   «dragón encabritado») de la Armada Imperial Japonesa fue construida en Gran Bretaña y comprada en nombre de un daimyo japonés o señor de un clan en 1870, quien donó el barco a la incipiente Armada Imperial poco después de recibir el barco. Como el barco más grande de la Armada Imperial, Ryūjō fue visitado con frecuencia por el emperador Meiji y se utilizó para escoltar una misión diplomática a la China imperial. Desempeñó papeles menores en la supresión de varias de las rebeliones que asolaron Japón en la década de 1870.

## Historia
Un comerciante británico encargó una corbeta acorazada con casco de madera para la armada privada del feudo de Kumamoto. Conocida por el constructor como Jho Sho Maru, tenía una eslora de 64 metros entre perpendiculares, una manga de 11,6 metros y un calado de 5,6 metros en carga profunda. Utilizando el sistema Moorsom en uso en el momento de su construcción para estimar el espacio de carga, el buque tenía un tonelaje de registro bruto de 992 toneladas (si se excluyen los espacios de la maquinaria de propulsión). La corbeta desplazaba 2,570 toneladas y estaba equipada con un espolón naval en su proa. En octubre de 1873 contaba con 275 tripulantes.
El Ryūjō estaba equipado con un par de máquinas de vapor horizontales de acción directa que accionaban un único eje de hélice utilizando vapor suministrado por cuatro calderas rectangulares a una presión de trabajo de 142 kPa. Las máquinas tenían una potencia nominal total de 280 caballos (800 caballos indicados (600 kW) y daban al buque una velocidad de 9 nudos (17 km/h). Transportaba un máximo de 460 t de carbón, pero se desconoce su resistencia. La corbeta estaba aparejada con tres mástiles.
El Ryūjō estaba armado inicialmente con un par de cañones de 45.35923 k 16 centímetros y medio, montados sobre pivotes como cañones de persecución, y su armamento de banda consistía en ocho cañones de 29.02991 k y 14 centímetros, todos ellos de ánima lisa y avancarga fabricados por la London Ordnance Works de Josiah Vavasseur. Tras su entrega a los japoneses en 1870, su armamento se incrementó con un par de cañones Armstrong de 2.721554 k 5.7 centímetros y dos cañones de avancarga Parrott de tamaño desconocido. En 1872 los fusiles Parrott habían sido reemplazados por otro par de cañones de 29.02991 k. En 1887 su armamento consistía en dos cañones Krupp de 17 centímetros y seis cañones Vavasseur de 70 libras. Cuando el buque fue convertido en buque escuela de artilleros en 1894, estaba armado con un cañón Krupp de 17 centímetros y cinco cañones de avancarga de 16 centímetros.
La línea de flotación del buque estaba  protegida por un cinturón blindado que pesaba 132 toneladas. Constaba de dos filas de placas de hierro forjado con una altura total de 1 metro y medio y un grosor de 11.4 centímetros. Los cañones podían estar cubiertos por un blindaje de 10.2 centímetros.

## Construcción y carrera
Thomas Blake Glover, un comerciante británico con amplios intereses comerciales en Japón encargo una corbeta blindada al astillero Alexander Hall de Aberdeen, Escocia, por el precio de 42,032 libras esterlinas. El barco fue botado el 27 de marzo de 1869 y terminado el 24 de julio. Partió hacia Japón el 11 de agosto y llegó a Nagasaki en enero de 1870, donde Thomas Blake Glover la vendió al Dominio de Kumamoto por el precio de 270,000 Ryō de oro  (1 Ryō = 0.09 US$ y 1 Ryō = 0.08 €) el 12 de abril. Lo rebautizaron Ryōshō (龍驤 りょうしょう?) (más tarde fue rebautizado Ryūjō (龍驤, りゅうじょう) en fecha desconocida).

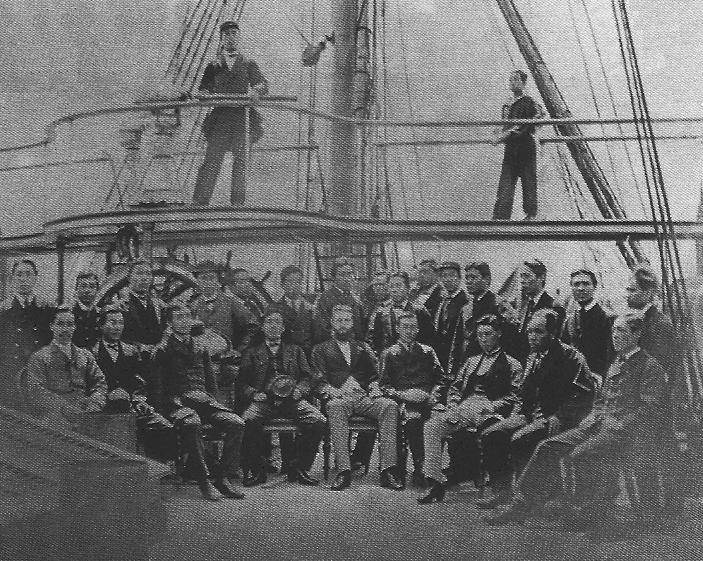
Aprendices de artillería naval en el Ryūjō reunidos en torno a su instructor inglés, el teniente Horse (ホース中尉), a principios de 1871.

La corbeta Ryūjō fue transferida a la Armada Imperial Japonesa el 6 de junio de 1870 y fue el buque insignia (y el más fuerte) de la Armada Imperial Japonesa hasta el terminado y la asignación del acorazado Fusō a la Armada Imperial Japonesa en enero de 1878. El Ryūjō zarpó hacia Yokohama con un capitán británico, poco despuésel Ryūjō fue examinado por el emperador Meiji durante una visita al Arsenal Naval de Yokosuka el 21 de noviembre de 1871, y fue recibido a bordo del buque durante un recorrido el 23 de mayo de 1872. El Emperador examinó la flota durante sus maniobras de práctica el 26 de octubre de 1872. El Ryūjō participó en ejercicios de práctica frente a la isla de Sarushima en la bahía de Tokio el 19 de enero de 1873, y escoltó al ministro de Asuntos Exteriores Soejima Taneomi en su misión diplomática la China imperial a finales de 1873 para exigir una recompensa por varios asesinatos de marineros japoneses, por aborígenes taiwaneses en 1871. Durante la Rebelión de Saga, (contra el gobierno Meiji) el barco desempeñó un pequeño trabajo al transportar al comandante en jefe Arisugawa Taruhito del gobierno y su personal a Nagasaki en marzo de 1874. Más tarde de ese mismo año acogió al ministro del Interior Ōkubo Toshimichi.
El 5 de marzo de 1875 el Emperador Meiji visitó el Ryūjō mientras estaba en el Arsenal Naval de Yokosuka, para asistir al botado de la corbeta desprotegida Seiki. Del 13 de abril al 27 de julio de 1876, el Ryūjō visitó Vladivostok, (Imperio Ruso) y varios puertos de dinastía Joseon (reinante en Corea). El Ryūjō estaba en la ciudad de Kobe cuando comenzó la rebelión de Satsuma en febrero de 1877 el Ryūjō desempeñó un trabajo menor en sofocar la rebelión. El buque encalla en una roca en la bahía de Kinkō durante una tormenta el 26 de octubre de 1877 y no fue reflotado hasta el 15 de mayo de 1878. el Ryūjō remolcado por la balandra de guerra Nisshin a Yokosuka, del 24 de julio al 29 de julio de 1878, las reparaciones del Ryūjō no se completaron hasta 1880. El 30 de octubre se convirtió en buque escuela de la Academia Naval Imperial .
Su primer viaje de entrenamiento de navegación fue un viaje a Australia en 1881, el Ryūjō fue transferida a la Estación Naval Tōkai en Yokohama el 7 de abril de 1882. El buque realizó un segundo viaje de entrenamiento de navegación de larga distancia del 19 de diciembre de 1882 al 15 de octubre de 1883 que visitó Wellington, (Nueva Zelanda), Valparaíso, (Chile), Callao, (Perú) y Honolulu, (Reino de Hawai'i) . El barco tuvo que detenerse en Honolulu porque 169 tripulantes (de una tripulación de 376) habían desarrollado beriberi y no estaban en condiciones de continuar, de los cuales 23 murieron. Takaki Kanehiro, un médico naval, había estado investigando las posibles causas del beriberi durante los años anteriores y había desarrollado la teoría de que era el resultado de algún tipo de deficiencia dietética, posiblemente de proteínas. Formado en métodos epidemiológicos durante su formación médica en Londres, Takaki Kanehiro pudo persuadir a la Armada Imperial Japonesa para que experimentara con una nueva dieta rica en proteínas y enviara el buque escuela Tsukuba siguiendo un itinerario idéntico para minimizar las variables. Ese barco partió de Japón el 3 de febrero de 1884 y regresó el 16 de noviembre, y su tripulación solo desarrolló 14 casos de beriberi entre los 333 tripulantes. Investigaciones posteriores revelaron que los miembros de la tripulación que no habían seguido la nueva dieta eran los únicos que desarrollaron beriberi. La Armada Imperial Japonesa adoptó la nueva dieta en todos los ámbitos y eliminó la enfermedad en unos pocos años.
Ryūjō zarpó de Shinagawa el 26 de diciembre de 1884 para un viaje frente a la costa de  dinastía Joseon (reinante en Corea),del 1 de febrero al 11 de septiembre de 1887, realizó un tercer viaje de entrenamiento de navegación de larga distancia a Australia y Hawái. Cuando el buque regresó, su maquinaria fue retirada durante 1888. El 23 de diciembre de 1890 fue reclasificado como barco de tercer tipo y se convirtió en barco escuela en la escuela de artillería; el Ryūjō se redujo aún más a un barco de quinto tipo (fuera de servicio), el 2 de diciembre de 1893 y ya no tenía tripulación permanente. Durante la primera guerra sino-japonesa, se utilizó como una batería flotante en la entrada del puerto de Yokosuka con una tripulación de 137 hombres, desde el 12 de septiembre de 1894 hasta el 17 de febrero de 1895 cuando volvió a su papel anterior.
Continuó utilizándose como buque escuela de artillería hasta que se completó una nueva instalación en tierra en septiembre de 1906. El 31 de julio de 1908, el gobierno ordenó que la ornamentación de su proa y el letrero con su nombre se enviaran al castillo de Kumamoto para su conservación antes de que Ryūjō se vendiera como chatarra ese mismo año.